# محمية جبل نيمبا الطبيعية المتكاملة

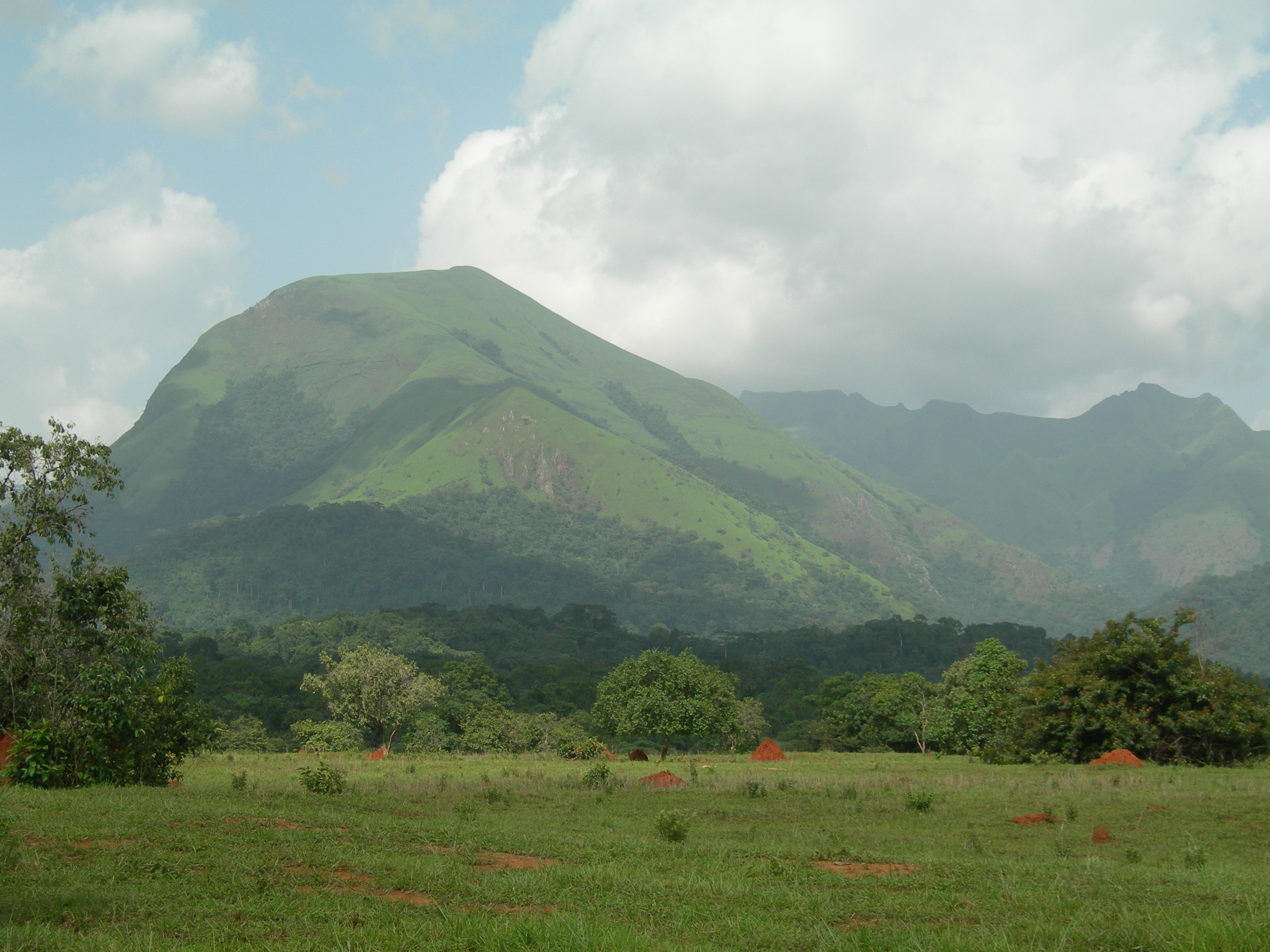
محميّة جبل نيمبا الطبيعيّة المتكاملة

محمية جبل نيمبا الطبيعية المتكاملة هي حديقة وطنية وإحدى مواقع التراث العالمى بأفريقيا حسب قائمة اليونسكو وتوجد على تخوم غينيا وليبيريا وكوت ديفوار. الحديقة تضم أجزاء كبيرة من جبل نيمبا.
وهيَ منطقة جغرافية فريدة من نوعها تحوي أكثر من 200 نوع متوطن. وتشمل هذه الأنواع أنواعاً متعددة من الظباء والقطط الكبيرة وقطط الزباد وقرود الشمبانزي التي تستخدم الحجارة على أنّها أدوات، وعدة أنواع من العلاجيم.

## معرض صور

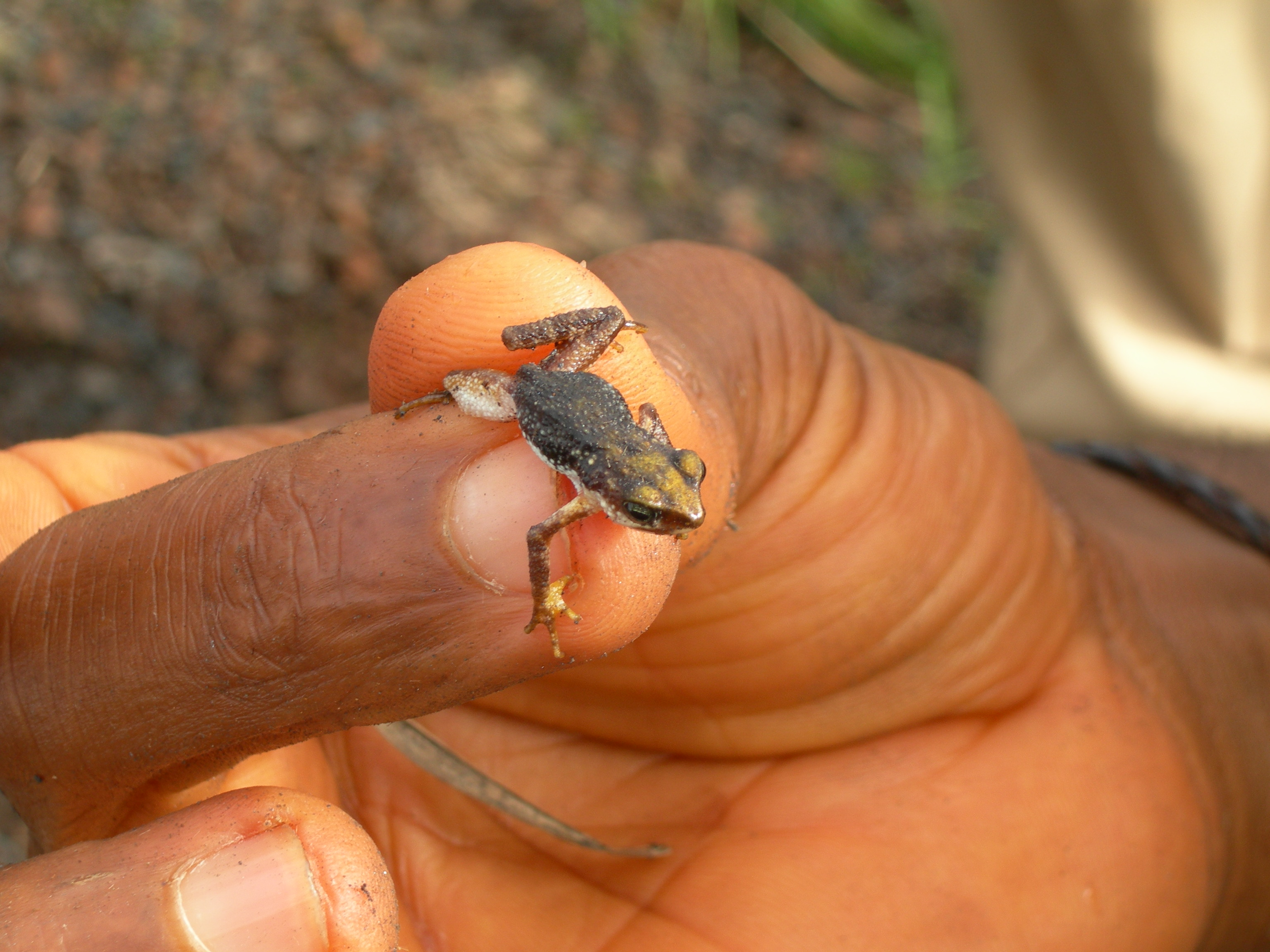
محمية جبل نيمبا الطبيعية
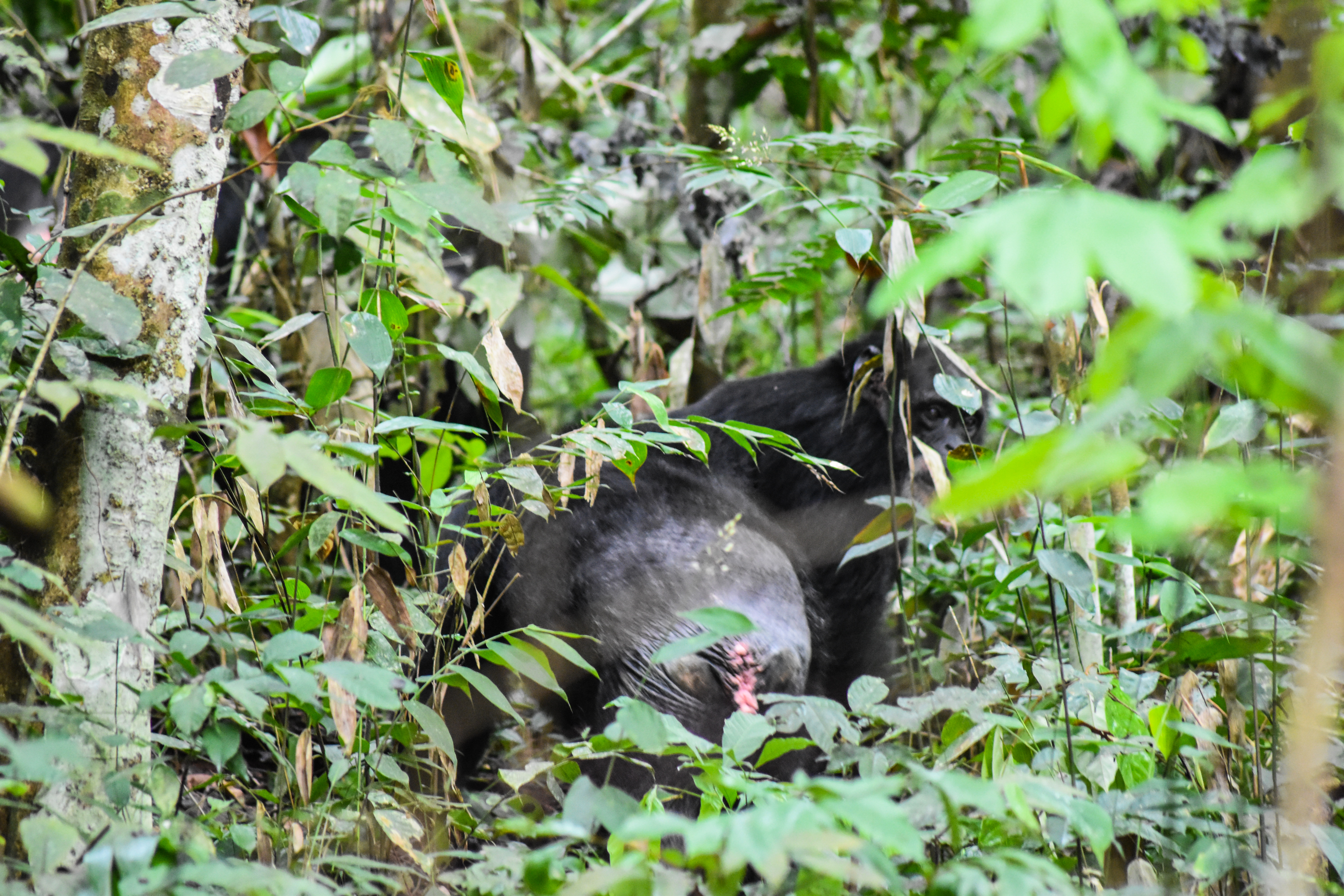
نيمبا_ الشمبانزي الغربي
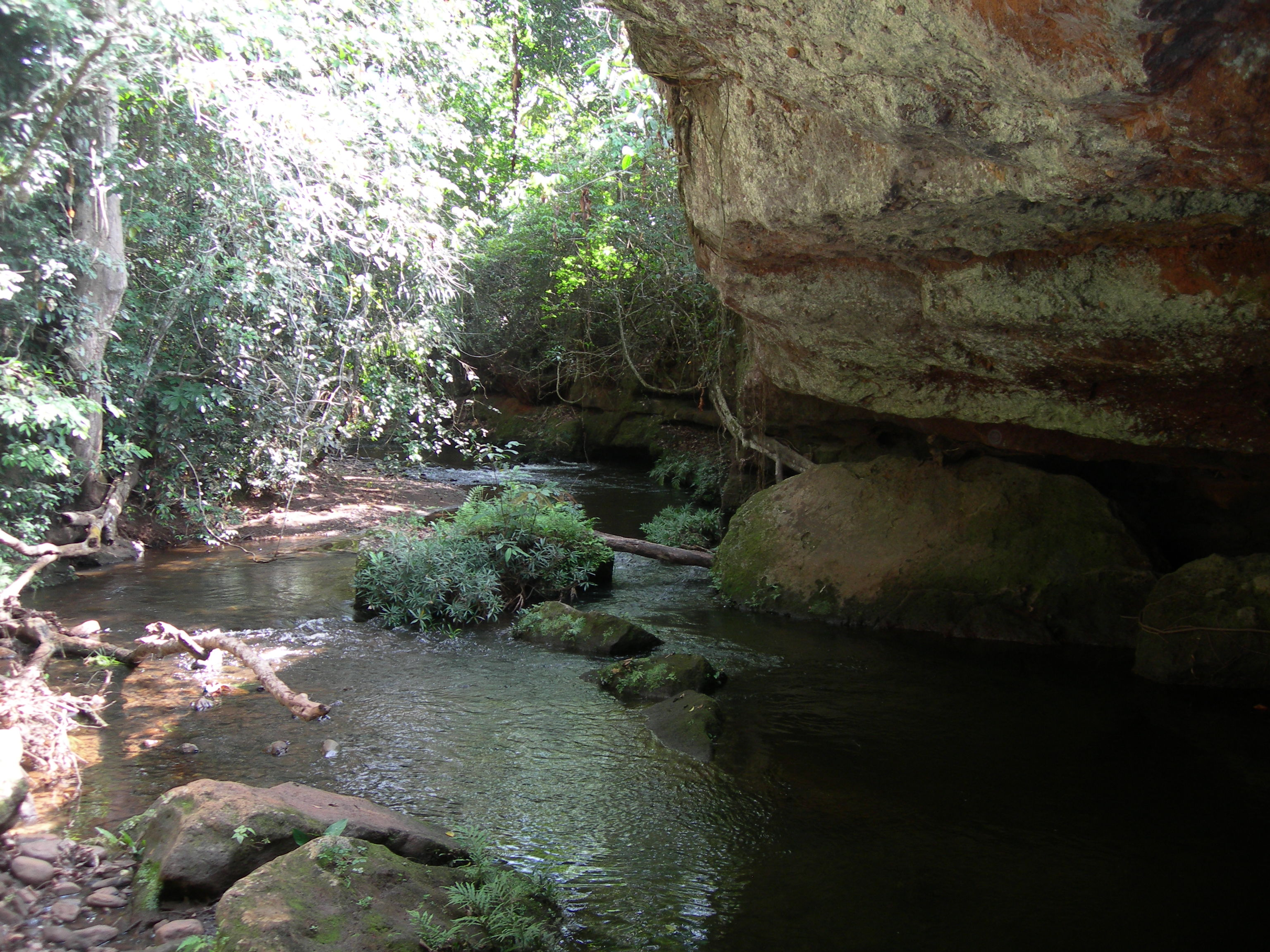
جدول في المحمية
- شلال في المحمية
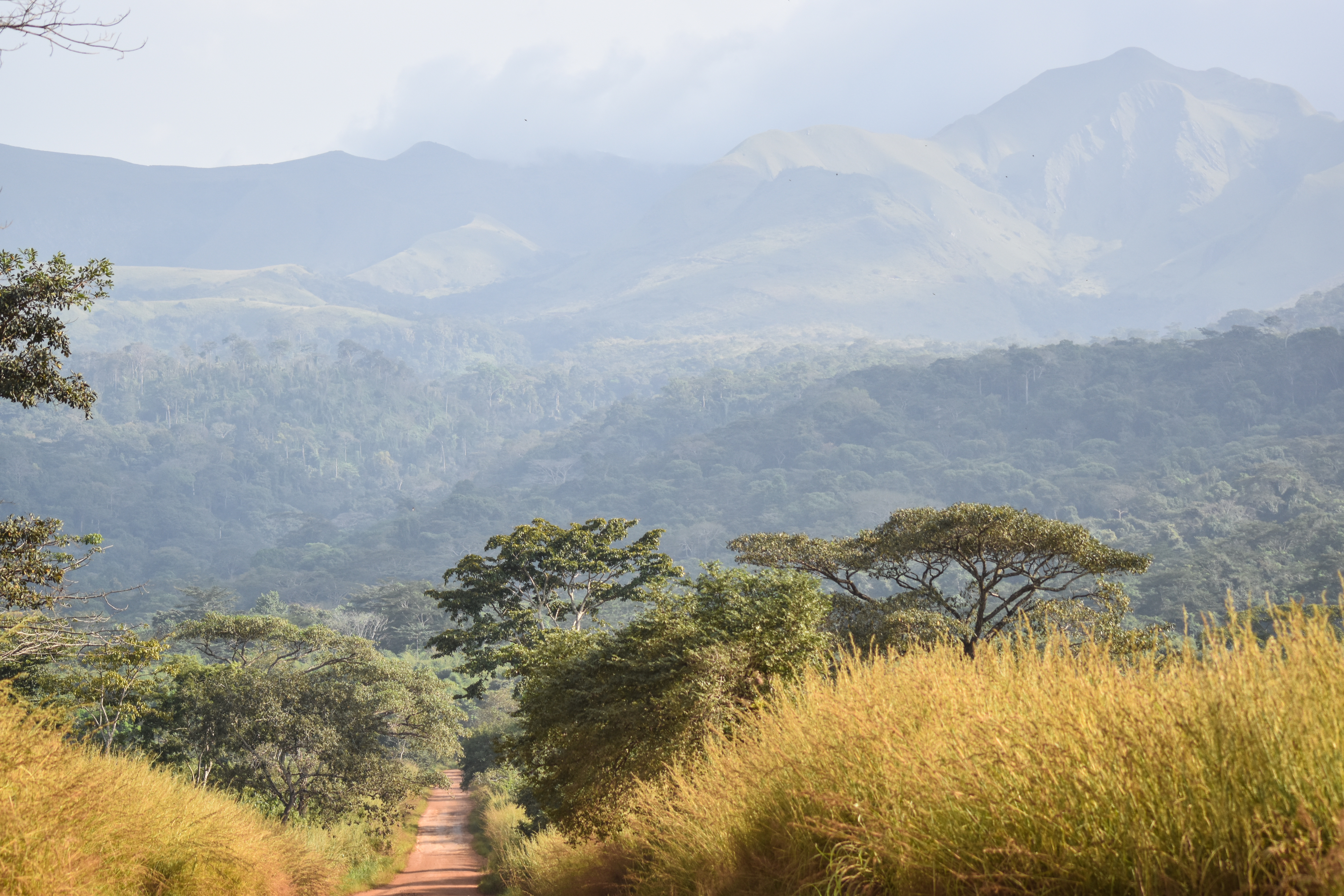
جبل نيمبا